# Ashbury (Oxfordshire)
Ashbury – wieś w Anglii, w hrabstwie Oxfordshire, w dystrykcie Vale of White Horse. Leży 33 km na południowy zachód od Oksfordu i 104 km na zachód od Londynu. W 2001 miejscowość liczyła 495 mieszkańców.